# Møns Klint
Møns Klint är ett område med brant stupande vita kritklippor på östra delen av ön Møn i Danmark. Kritklipporna bildades under Krita-perioden, 145–66 miljoner år sedan.
Dronningestolen på Møns Klint är 128 meter över havet och den högsta punkten på Møns Klint. I klart väder kan man se till Stevns klint på Själland i norr och till Faröbroarna och Storströmsbron mot väst. Andra kända stup längs Møns Klint är Hylledals Klint, Slotsgavlene och Lille Klint.
I slutet av januari 2007 skedde ett stort ras vid Møns Klint. Rasmassor av sand, lera och sten skapade en ny halvö söder om ön.
År 2025 upptogs Møns Klint på Unescos världsarvslista.